# 交響曲 (矢代秋雄)
交響曲（こうきょうきょく）は、日本フィルハーモニー交響楽団が日本の作曲家に対する作品委嘱シリーズの第1作として、1956年にパリ留学を終えて帰国した矢代秋雄に委嘱した作品である。
スコアの冒頭には「日本フィルのために」と記されると共に「大原総一郎氏に捧げる」との献辞がある。1958年1月から5月にかけて書かれ、同年6月9日に、日本フィルハーモニー交響楽団第9回定期演奏会において、渡邉暁雄の指揮によって初演された。
全体の特徴としては、作曲者が心酔していたというセザール・フランクの交響曲で使われた循環主題がこの作品でも使われていることがあげられる。
寡作家の矢代秋雄としては、異例なほど速いペースで作曲が行われたが、それについて作曲者は「遅筆の僕としては大変な強行軍だったが、ここ数年来、交響曲を書く心の準備が十分出来ているような気がしていたので、敢えて強行軍とした」と語っている。
- 演奏時間：約35分。
- 作曲時期：1958年
- 初演：1958年6月9日、渡邉暁雄指揮、日本フィルハーモニー交響楽団

## 編成
- ピッコロ1（第3フルート持ち替え）
- フルート2（1番奏者は第2ピッコロに持ち替え、2番奏者はバスフルートに持ち替え）
- オーボエ2
- コーラングレ1
- クラリネット2
- バスクラリネット1（第3クラリネット持ち替え）
- ファゴット2
- コントラファゴット1
- ホルン4
- トランペット3
- トロンボーン2
- バストロンボーン1
- チューバ1
- ティンパニ
- 打楽器6名（トムトム（大・中・小）、スネアドラム、タンブリン、バスドラム、ウッドブロック、合わせシンバル、吊りシンバル、タムタム（大）、グロッケンシュピール、シロフォン、ヴィブラフォン、チューブラベル
- チェレスタ（ピアノ持ち替え）、
- ハープ2
- 弦五部

## 構成

### 第1楽章 Prélude: Adagio - Moderato
冒頭のAdagioの部分はパリ留学時代に書きかけてそのままとなったオスカー・ワイルドの戯曲「サロメ」のための序曲を転用していると言われている。Moderatoの主部に入ると、全曲の統一動機であるH-F-Fisの3音からなるがトロンボーンとチューバによって、更に弱音器をつけたホルンとトランペット、ハープと低弦によって三度提示される。対応するクラリネットの三度の重奏による動機とともに展開し、クライマックスに達するとシンバルの一撃によって再び冒頭のAdagioが戻ってくるが、更に盛り上がったのちに、頂点で和声的な第3動機が提示される。再びModeratoで第1動機、第2動機が提示され、Adagioになって静かに終わる。

### 第2楽章 Scherzo: Vivace
三部形式のスケルツォ。この楽章は初演の時から大変話題となった。1950年頃に朝日新聞に獅子文六の「自由学校」という小説が連載され、人気をとる。そしてその小説は映画化されたのだが、その中で出てくる神楽の太鼓のシーンでの独特なリズムに惹かれた作曲者は、その音型から発展させた、「テンヤ、テンヤ、テンテンヤ、テンヤ」(6/8+(2/8+6/8)というリズム形を全曲にわたって用いた。ただし、小説『自由学校』に、矢代が用いたリズム形と同じものは登場しない。小説に数回登場するリズム形は最初の『テンテンテンヤ、テンテンヤ、スケテンテン、イヤ、ドドン』という形をはじめ、いずれもこの楽章の基本リズム形とは異なっている。

### 第3楽章 Lento
2つの主題による5つの自由な変奏曲。作曲者は「部分的にはバッハ以前のコラール変奏曲の形式をとったところがある」と言っているが、各変奏の切れ目はなく、連続して演奏される。主題の随所に第1楽章第1動機のもつ増4度音程がみられる。第4変奏では第1楽章の第2主題の動機が再現されている。

### 第4楽章 Adagio - Allegro energico
典型的な序奏とソナタ・アレグロ形式で書かれている。序奏部分で冒頭で出てきた第1動機がコントラファゴットとバスクラリネットによって提示され、続いてこの楽章の第2主題、そして第1主題と序奏のゆったりとしたテンポのなかで姿を現す。このテーマも音程的に1楽章で出てきた統一動機の音程的特徴を備える。
Allegroに入り、典型的なソナタ形式でしっかりと構成された音楽は、活気に満ち、瑞々しい魅力を今も保っている。フガートを多用した展開部、F#音のペダルトーンを経て再現部になだれ込み、いったんはクライマックスを迎えるが、1楽章の和声的な第3動機が高らかに奏され、Prestissimoのコーダで断ち切るように全曲を終わる。